# Kwasy (Ukraina)
Kwasy (ukr. Кваси, rum. Borcut, węg. Tiszaborkút) – wieś na Ukrainie w rejonie rachowskim obwodu zakarpackiego. Założona około 1684 r.
Znajduje się tutaj przystanek kolejowy Kwasy, położony na linii Delatyn – Diłowe.

## Położenie
Wieś położona po obu stronach Czarnej Cisy; 14 km od stolicy rejonu Rachowa.
Na wschód od wsi znajduje się połonina Mencul Kwasiwskij (Менчул Квасівський) - botaniczny pomniki lokalnej przyrody o powierzchni 1,81 ha, przynależny do kwasiwskiej silskiej rady. Został stworzony w celu zachowania zbiorów rzadkich roślin z regionu karpackiego.

## Galeria

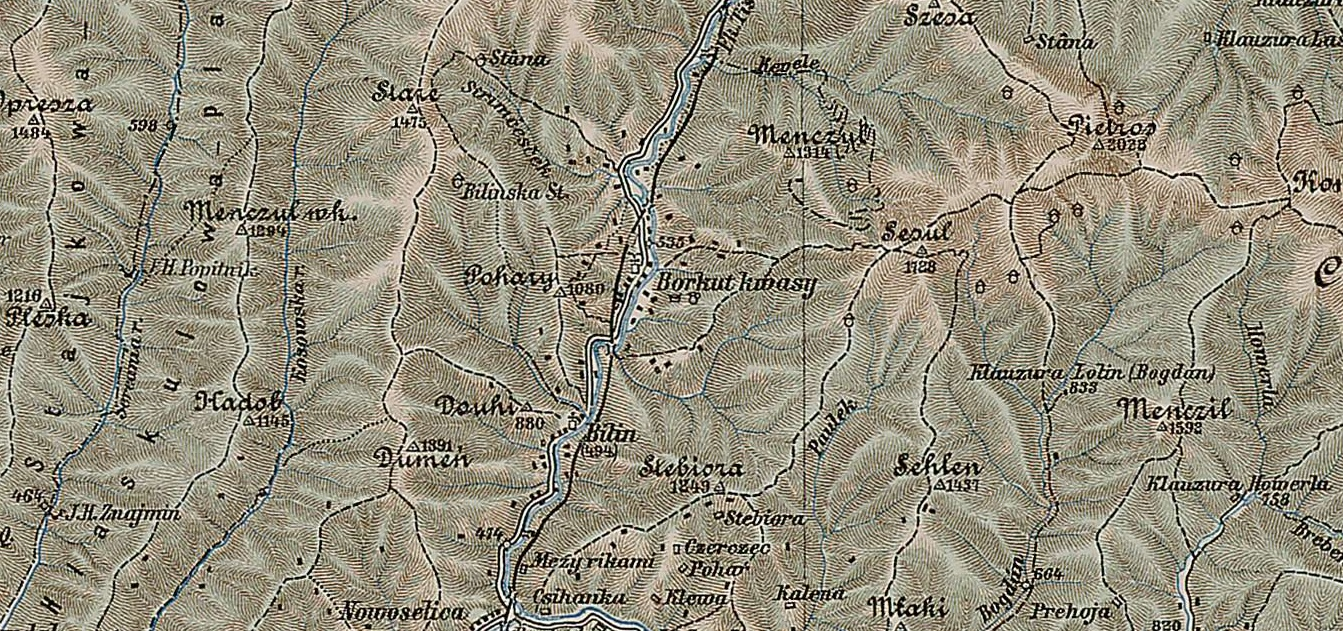
Kwasy na mapie
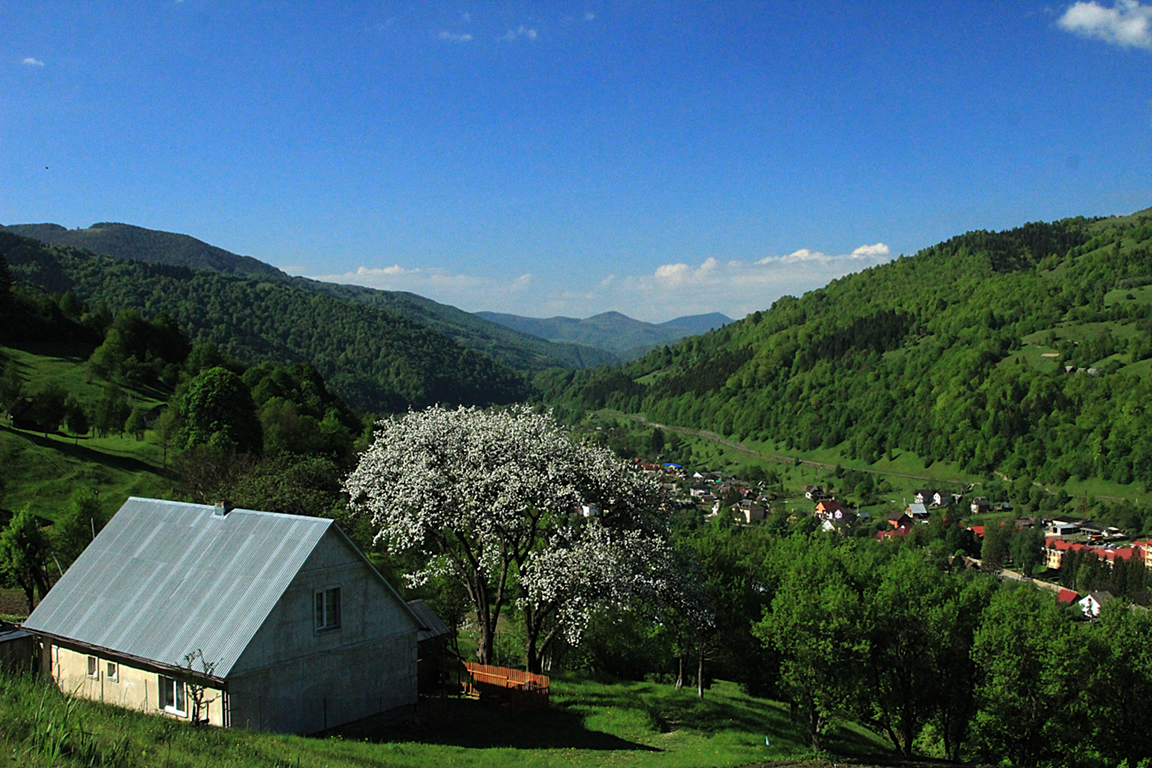
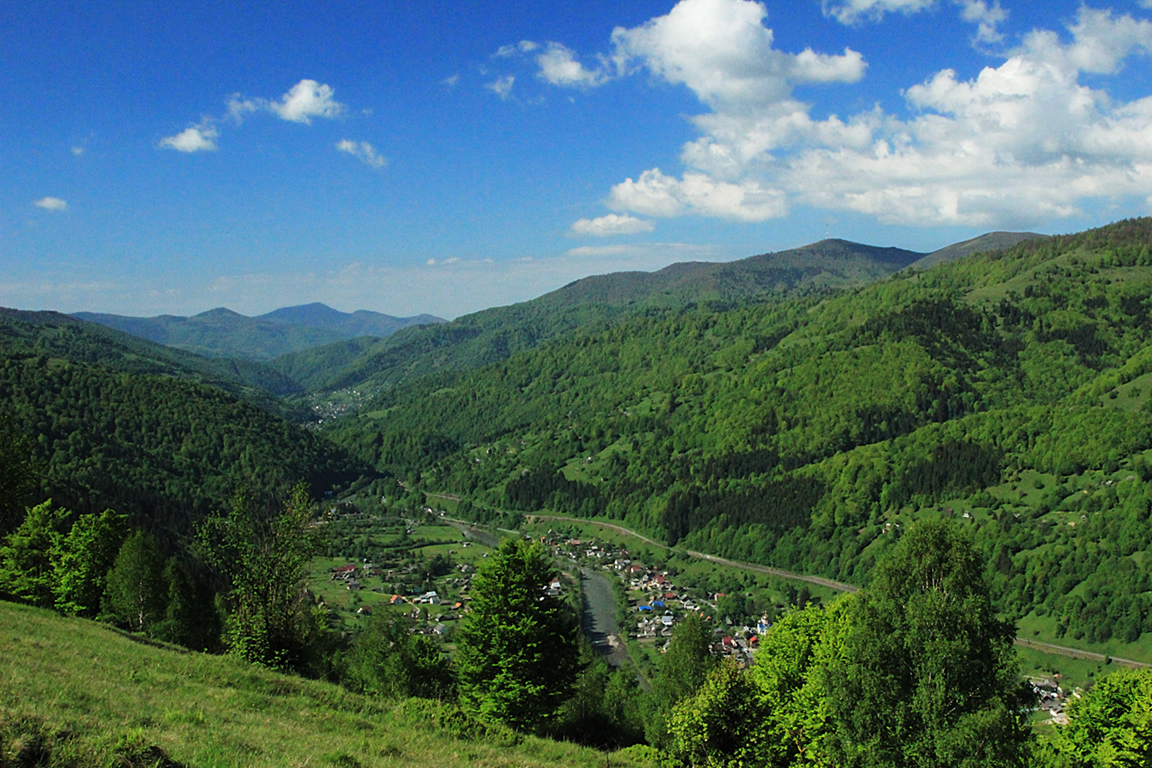
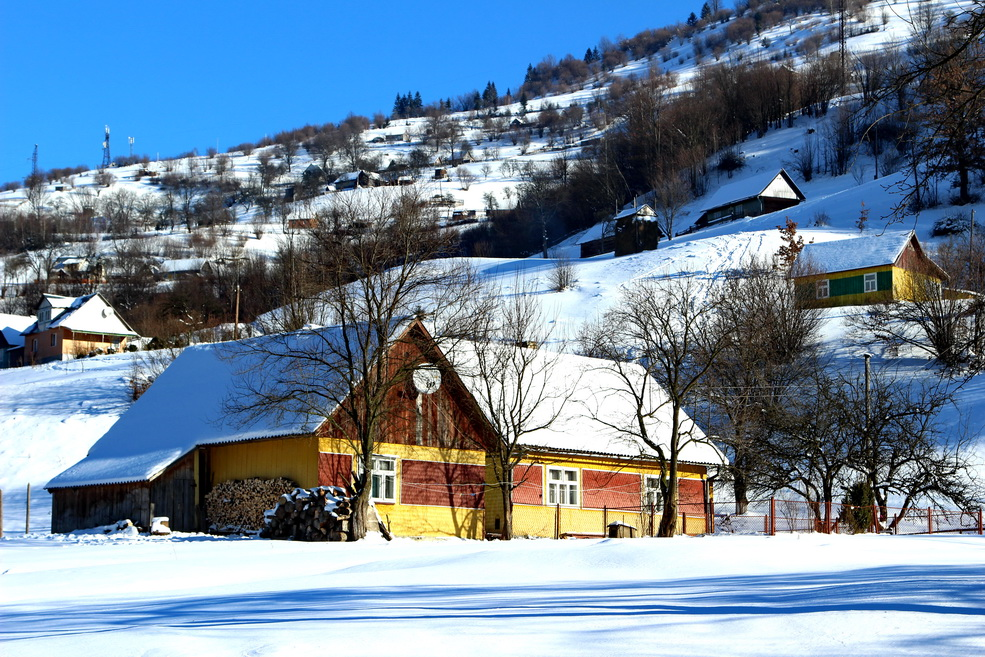
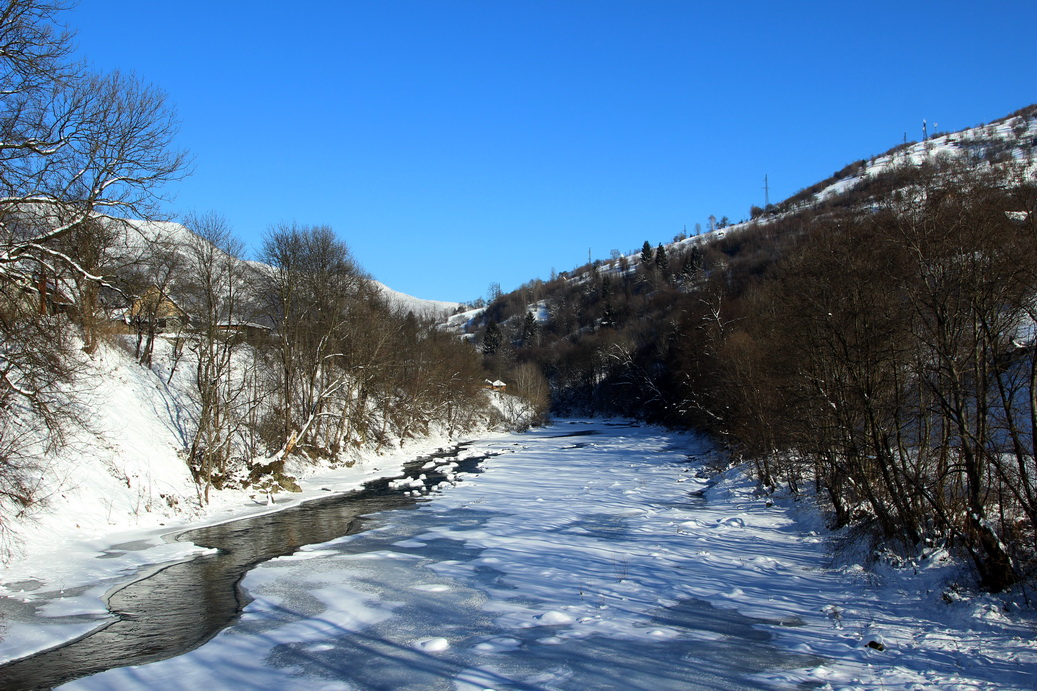
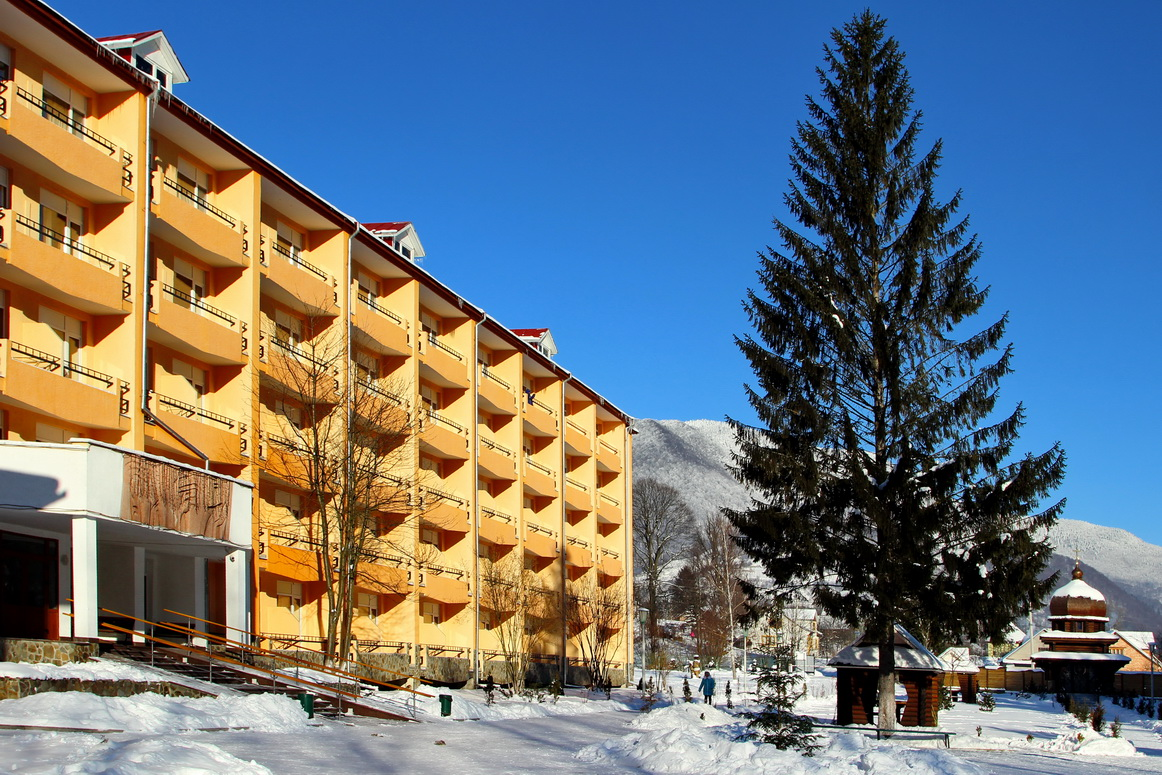
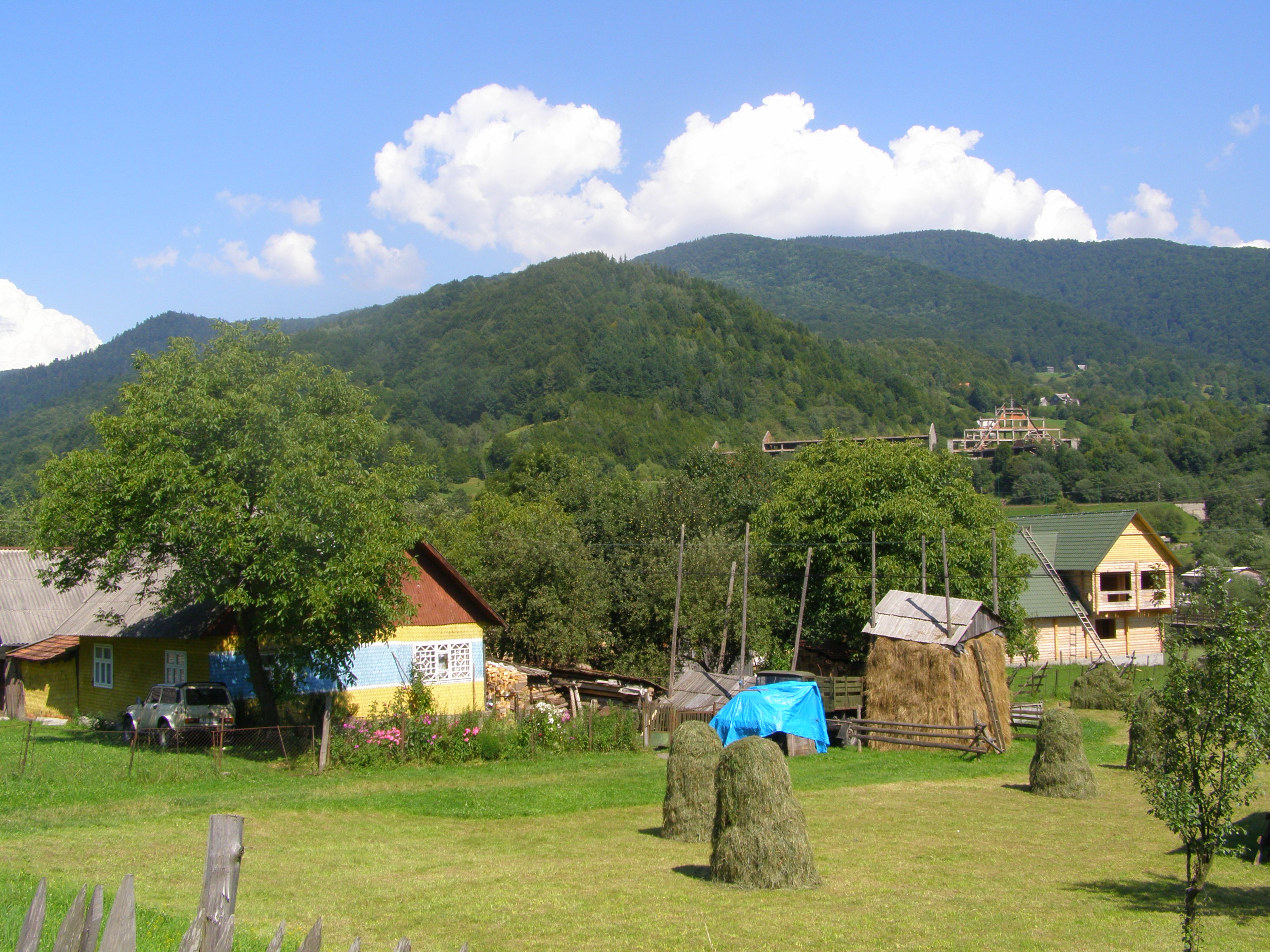
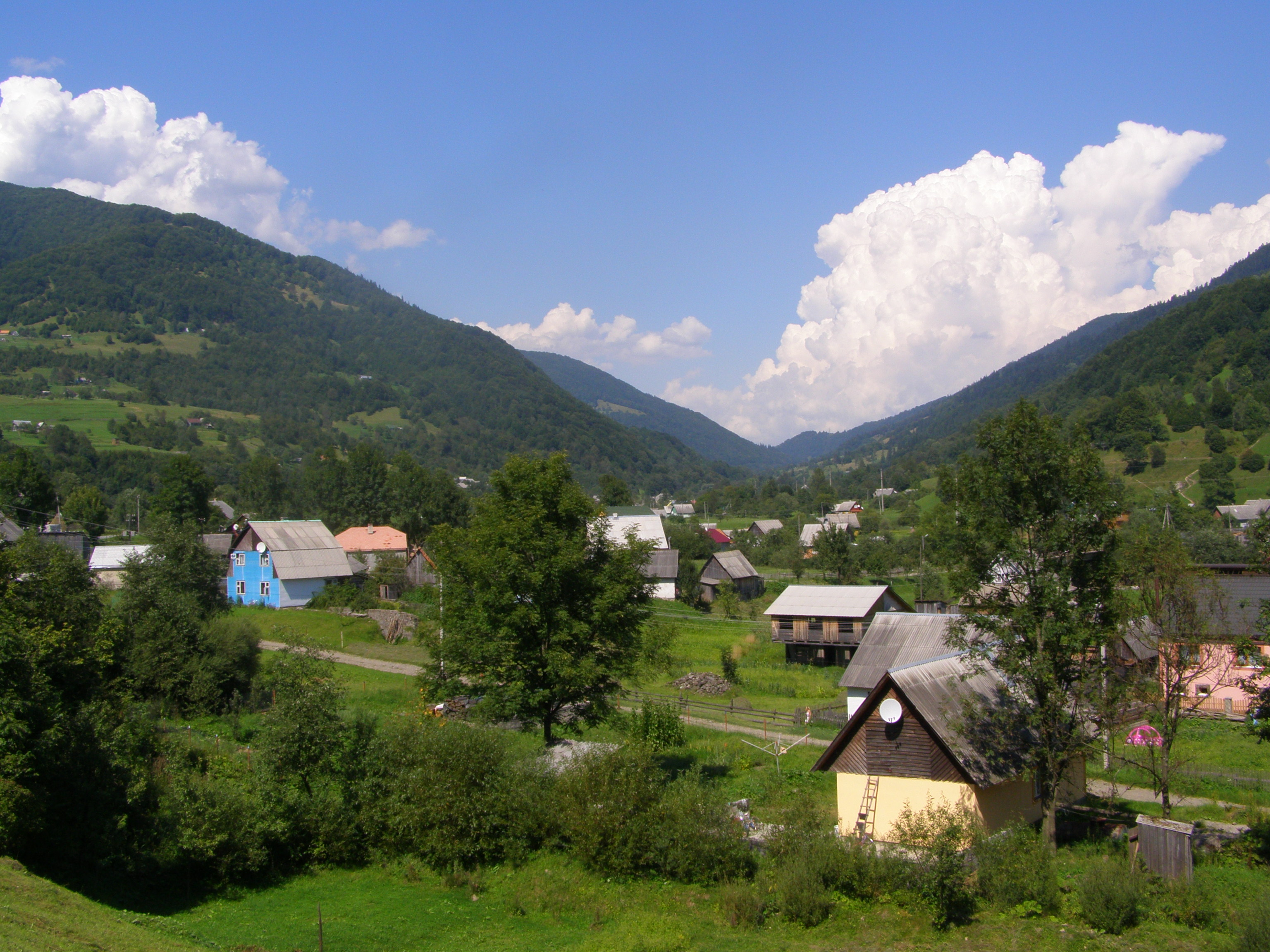
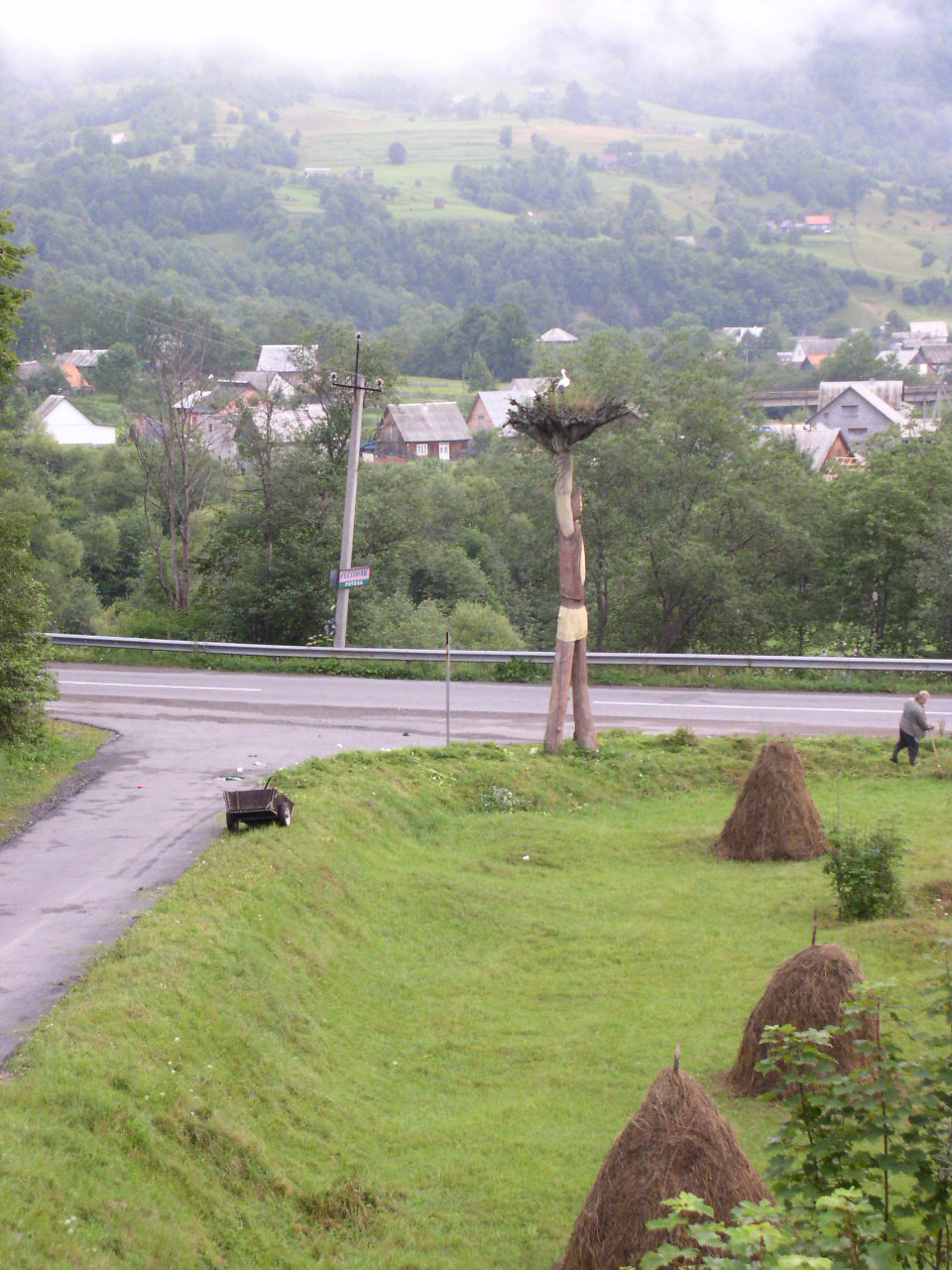
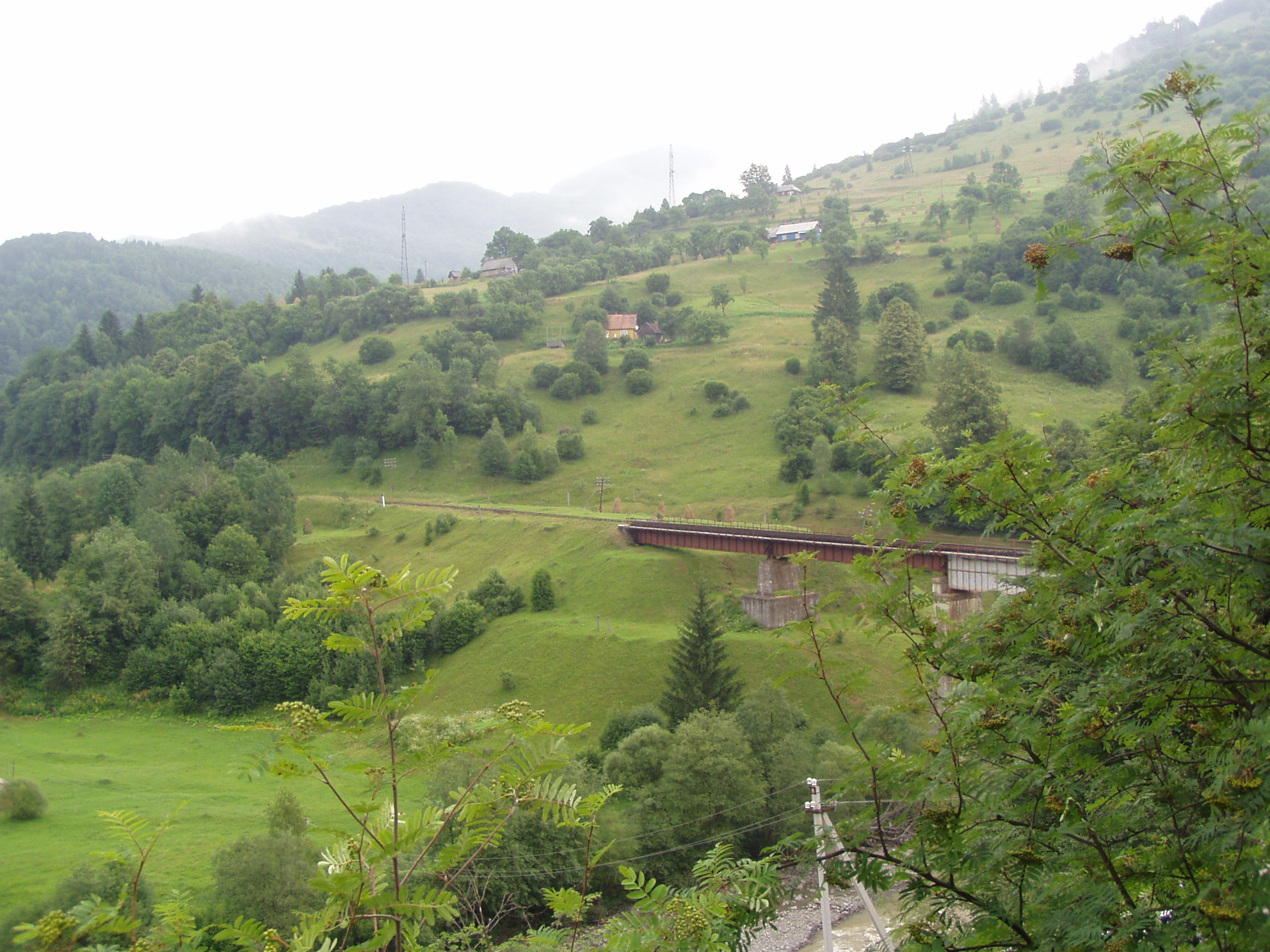
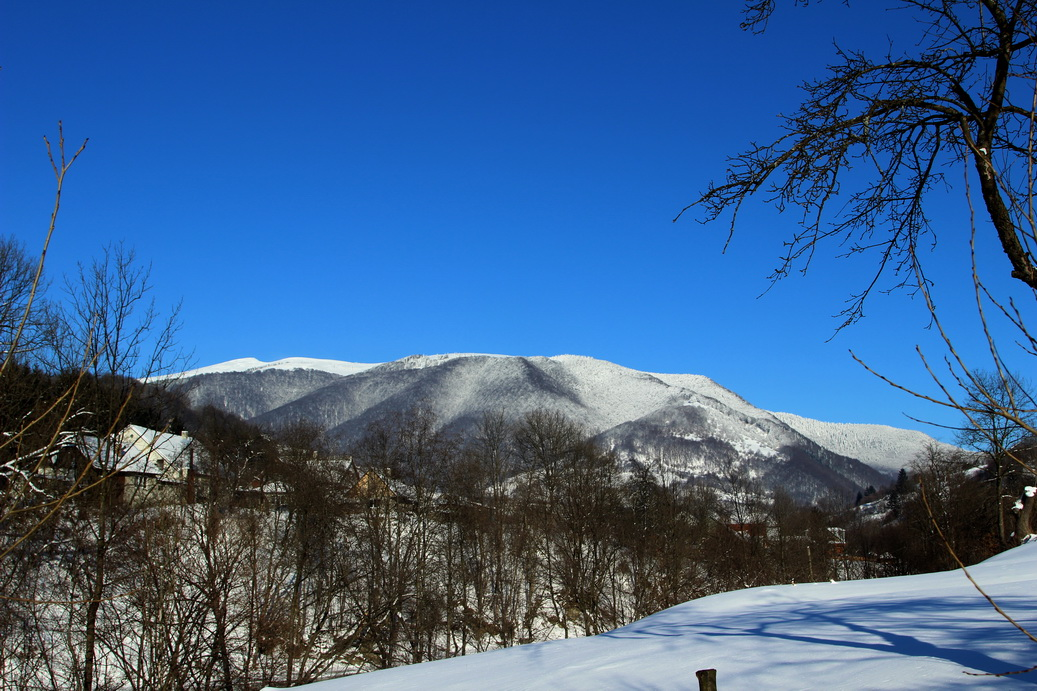